# 593 v. Chr.
Portal Geschichte | Portal Biografien | Aktuelle Ereignisse | Jahreskalender | Tagesartikel

◄ |
7. Jahrhundert v. Chr. |
6. Jahrhundert v. Chr. |
5. Jahrhundert v. Chr. |
►

◄ | 610er v. Chr. | 600er v. Chr. | 590er v. Chr. | 580er v. Chr. |
570er v. Chr. |
►

◄◄ | ◄ | 596 v. Chr. | 595 v. Chr. | 594 v. Chr. | 593 v. Chr. |
592 v. Chr. |
591 v. Chr. |
590 v. Chr. |
► |
►►

## Gestorben
- um 593 v. Chr.: Sunshu Ao, Berater des chinesischen Königs Zhuang und Kanzler von Chu (* um 630 v. Chr.)